# WNYW

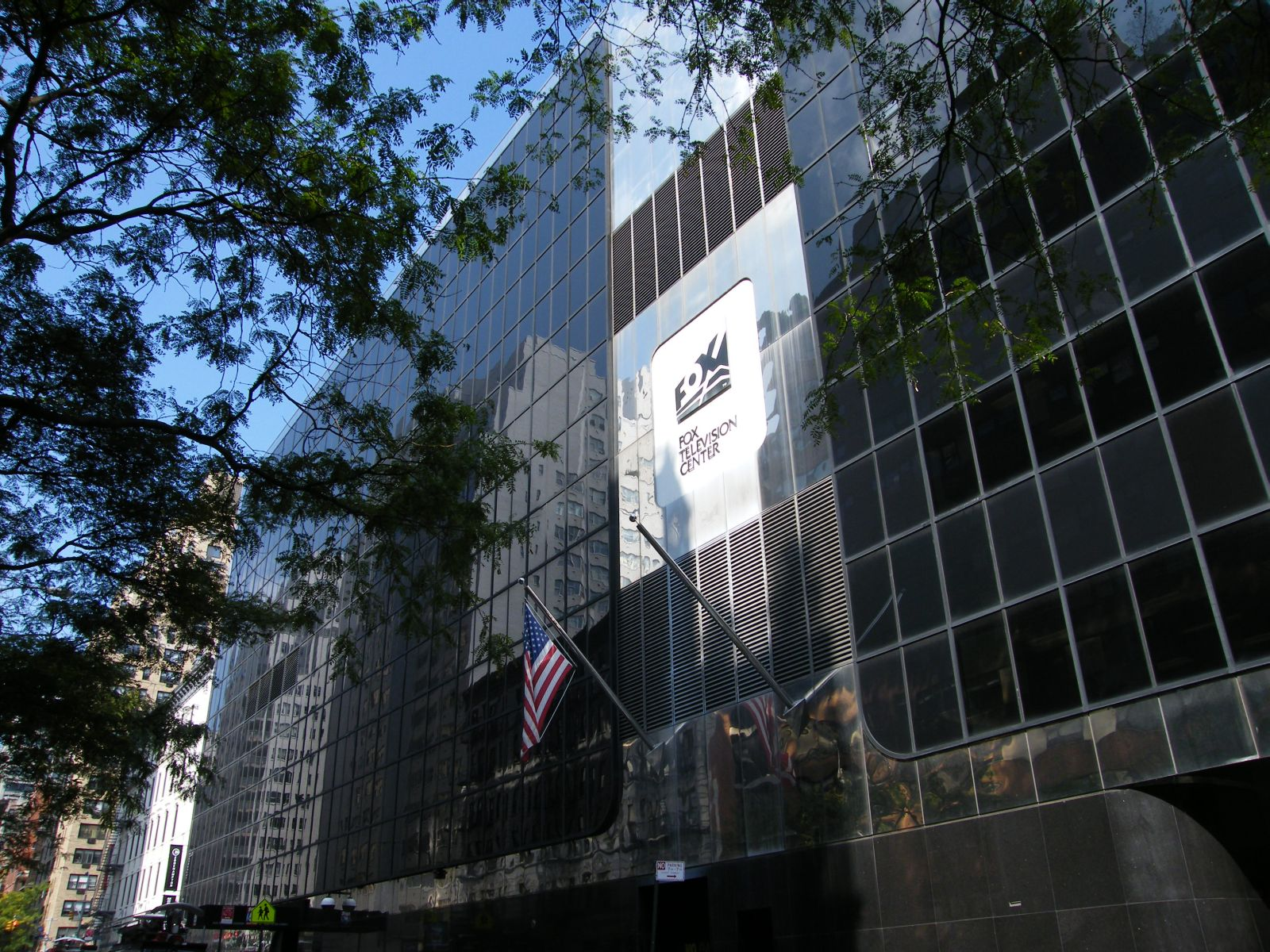
Centro WNYW en Nueva York

WNYW (What New Yorkers Watch), en el canal 5, es la estación de televisión principal de Fox Broadcasting Company, propiedad de News Corporation, ubicada en Nueva York, Estados Unidos. La planta transmisora de la estación está en la cima del edificio Empire State y sus estudios están en Yorkville, Manhattan. WNYW es la estación hermana de WWOR-TV, con sede en Secaucus, Nueva Jersey, la cual es la estación afiliada a MyNetworkTV para el área de Nueva York.
En las pocas áreas del este de Estados Unidos donde no hay señal abierta de la cadena Fox, WNYW está disponible en el satélite vía DirecTV, la cual también provee cobertura de la estación a Latinoamérica y el sistema de entretenimiento a bordo LiveTV de la aerolínea JetBlue. WNYW también está disponible en el Caribe a través de televisión por cable.

## Historia
La estación comienza su historia en 1938, cuando el fabricante de televisores y equipos relacionados Allen B. DuMont fundó W2XVT (renombrada como W2XWV en 1944), una estación experimental. El 2 de mayo de 1944, la estación recibió su licencia comercial - la tercera en Nueva York - como WABD en el canal 4, siendo la sigla correspondiente a las iniciales de DuMont. Fue una de las pocas estaciones que continuó sus transmisiones durante la Segunda Guerra Mundial, haciendo de este canal el cuarto con la mayor cantidad de años de transmisiones ininterrumpidas en los Estados Unidos. La estación transmite desde el 515 Madison Avenue (en ese entonces conocido como edificio DuMont) y el 15 de diciembre de 1945 WABD cambió su canal de la señal 4 al canal 5.
Poco después de que el canal 5 recibió su licencia comercial, DuMont Laboratories comenzó una serie de conexiones experimentales con cable coaxial entre WABD y W3XWT, una estación experimental de DuMont en Washington D. C. (actual WTTG). Estas conexiones fueron el comienzo oficial de DuMont Television Network, la primera cadena televisiva netamente comercial en el mundo. DuMont comenzó su servicio regular en 1946 con WABD como la estación principal. En 1954, WABD y DuMont se trasladaron al DuMont Tele-Centre, ubicado en 205 East 67th Street, dentro del espacio anteriormente ocupado por el Central Opera House de Jacob Ruppert. Medio siglo después, la estación aún se ubica en el mismo lugar, el cual después fue renombrado como Metromedia Telecenter, y actualmente se llama Fox Television Center.
En febrero de 1955, DuMont anunció que no continuaría como cadena televisiva, y decidió cesar sus operaciones en cadena y operar WABD y WTTG como estaciones independientes. Después de que DuMont realizó su última transmisión en cadena en agosto de 1956, DuMont operaba WABD y WTTG como "DuMont Broadcasting Corporation", la cual posteriormente cambió su nombre a Metropolitan Broadcasting Corporation. En 1958, el inversionista John W. Kluge adquirió el control de Metropolitan Broadcasting y se instaló como el ejecutivo de la compañía. Las operaciones de WABD fueron fusionadas con las radioemisoras neoyorquinas de Kluge, WNEW (1130 kHz, actual WBBR) y WNEW-FM (102-7 MHz, actual WWFS) y la sigla del canal 5 fue cambiada el 7 de septiembre de 1958 a WNEW-TV. Metropolitan Broadcasting cambió su nombre a Metromedia en 1961.
En los años 60, WNEW-TV poseía un bajo presupuesto al igual que los otros dos grandes canales independientes de Nueva York, WOR-TV (actual WWOR-TV) y WPIX, y desde aquí se emitieron los primeros programas infantiles de inicios de los años 60 en Nueva York, conducidos por Soupy Sales, Sandy Becker y Chuck McCann. Pero a fines de los 60 e inicios de los 70, el canal 5 se benefició de la agresividad de Metromedia al adquirir películas, dibujos animados y programas sindicados, algunos de los cuales fueron producidos por Metromedia. En los años 70, WNEW-TV era la estación independiente que lideraba las audiencias en Nueva York, además de vastos sectores de Nueva Jersey, Connecticut y el este de Pensilvania, donde la estación estaba disponible por cable hasta fines de los años 80.
En 1986, la empresa News Corporation de Rupert Murdoch, la cual poseía intereses en los estudios de cine 20th Century Fox, compró las estaciones de televisión de Metromedia, incluyendo WNEW-TV. La sigla de la estación fue cambiada el 7 de marzo de 1986 a WNYW y las otras estaciones de Metromedia formaron los primeros bastiones de la cadena Fox, con WNYW como la estación principal. Inicialmente la programación semanal de WNYW no cambió mucho, con Fox emitiendo su programación en cadena sólo los fines de semana.
Murdoch tuvo un obstáculo local para finalizar la compra del canal 5. News Corporation editaba el diario New York Post desde 1976, y las reglas de la Comisión Federal de Comunicaciones señalaban que no se puede tener licencias de periódicos y televisión en la misma ciudad. Murdoch obtuvo un permiso para completar la compra de Metromedia. News Corporation pudo vender el New York Post en 1988, pero readquirió el periódico cinco años después.
Comenzando a fines del verano de 1986, WNYW produjo el noticiero nocturno A Current Affair, uno de los primeros programas en ser catalogados como de "televisión tabloide". Originalmente como programa local, fue conducido inicialmente por Maury Povich, que antes trabajó en WTTG. En los meses posteriores a su lanzamiento, A Current Affair se emitía en las estaciones adquiridas por Fox y en 1988 la serie se sindicó a nivel nacional, donde se mantuvo hasta su cancelación en 1996.
El 2 de agosto de 1988, la estación suprimió abruptamente el bloque matinal de dibujos animados en favor de un noticiero matinal llamado Good Day New York. WNYW se convirtió en la primera estación adquirida de Fox con un noticiero matinal, y durante sus primeros cinco años se convirtió en el programa matutino más visto en Nueva York. Actualmente sigue siendo competidor de los otros programas de Nueva York, y el éxito de Good Day New York llevó a que otras estaciones de Fox lanzaran sus propios matinales, incluyendo: Fox Morning News en WTTG, Fox News in the Morning en WFLD-TV en Chicago, y Good Day L.A. en KTTV en Los Ángeles.
Dado que Fox continuó expandiendo su bloque prime-time hasta cubrir las siete noches de la semana en 1992, la programación de WNYW continuaba emitiendo programas de Fox Kids durante las tardes, y sitcoms en la tarde-noche. A medida que avanzaba la década, la estación añadió programas de conversación, reality-shows, y programas de juicios durante el mediodía. Entre 1999 y 2002, WNYW fue el canal oficial de los partidos de los New York Yankees, que antes estuvieron en manos de WPIX.
En 2001, Fox compró la mayoría de la participación empresarial de Chris-Craft Industries, incluyendo a WWOR-TV, el antiguo rival de WNYW. En el otoño de 2001, WNYW eliminó el bloque de Fox Kids y lo trasladó a WWOR-TV, donde se emitió por pocos meses antes de que el bloque infantil fuera cancelado definitivamente a fines de ese año. Algunas dependencias de oficinas se han fusionado, pero los estudios y unidades operativas de las estaciones se mantienen separadas. En 2004, Fox anunció que fusionaría sus operaciones con WWOR-TV, trasladando sus estudios a Secaucus, Nueva Jersey, pero desistió de aquello.
El 11 de septiembre de 2001, la planta transmisora de WNYW fue destruida, al igual que las de otras ocho estaciones de televisión y varias radioemisoras, cuando dos aviones secuestrados (el vuelo 11 de American Airlines y el vuelo 175 de United Airlines) chocaron y destruyeron las Torres Gemelas del World Trade Center. Desde aquello, WNYW transmite su señal desde el edificio Empire State. Además, en el momento del impacto del primer avión (el vuelo 11) en la torre norte, había un reportero y un cámara. La cámara que tenían estaba en reposo, señalando hacia abajo hacia la calle en ese momento, porque la cámara no estaba retransmitiendo imágenes en directo para el aire en el canal 5 (es decir, era solo videograbado, no estaba transmitiendo en vivo). Como la cámara estaba apuntando hacia abajo, solo se oye el avión y la explosión, y se ve a la gente reaccionando a la explosión y mirando hacia las torres a ver qué pasaba. Posteriormente, el cámara levantó la cámara y apuntó hacia el humo, y se ve cómo se va moviendo el humo del impacto y el humo posterior hacia el oeste, además de informar qué es lo que había pasado.

## Televisión digital
La señal digital de la estación está multiplexada:

### WNYW
WNYW transmite en el canal digital 27.
Canales digitales
| Canal | Vídeo | Aspecto | Nombre  | Programación               |
| ----- | ----- | ------- | ------- | -------------------------- |
| 5.1   | 720p  | 16:9    | WNYW    | Programación de WNYW / Fox |
| 5.2   | 480i  | 16:9    | Movies! | Movies!                    |
| 5.4   | 480i  | 16:9    | theGrio | TheGrio.TV                 |
| 5.5   | 480i  | 16:9    | Decades | Decades                    |

### Conversión análoga a digital
WNYW descontinuó la programación regular en su señal analógica, a través del canal VHF 5, a las 11:59 p. m. ET el 12 de junio de 2009, como parte de la transición por mandato federal de la televisión analógica a la digital; el cierre se produjo durante los créditos finales de una repetición sindicada de Los Simpson. La señal digital de la estación permaneció en su canal 44 de UHF previo a la transición, usando PSIP para mostrar el canal virtual de WNYW como 5 en los receptores de televisión digital. Llevó la programación de WWOR en el subcanal digital 5.2 hasta 2009, cuando cambió los datos de PSIP para identificar el canal virtual que lleva la programación de WWOR a 9.2. A partir de 2019, un canal de la programación de WWOR ya no está multiplexado con WNYW.

## Noticieros
La estación es sede de uno de los noticieros nocturnos con más años al aire en Estados Unidos. The 10 O’Clock News (actualmente Fox 5 News at Ten) debutó el 13 de marzo de 1967, como el primer noticiero nocturno de Nueva York. The 10 O'Clock News comenzaba cada noche con el famoso aviso: "It's 10:00 p.m. ... Do you know where your children are?" (en español: Son las 10:00 p.m. ... ¿Sabe dónde están sus hijos?), pronunciado por Tom Gregory. WNYW fue el primer canal que emitió este mensaje, y aunque sus orígenes son inexactos, lo cierto es que Gregory fue el primero en pronunciarlo en WNYW.
WNYW también emitía un noticiero a las 7:00 p. m. entre 1987 y 1993, conocido como Fox News at Seven.
En agosto de 1988, WNYW lanzó Good Day New York, un programa matutino comparable con Today Show, Good Morning America, o The Early Show. En 1991 se compuso un nuevo tema musical para el programa, realizado por Edd Kalehoff, el cual se caracterizaba por componer características musicales para programas de concurso, destacando la música que creó para The Price is Right.
Desde que Fox se hizo cargo de WNYW, sus noticieros han tendido a ser más sensacionalistas y han sido blanco de bromas y burlas, sobre todo en Saturday Night Live y The Daily Show.
En 2002, WNYW agregó un bloque de noticias de 90 minutos de 5:00 a 6:30 p. m., dándole a la estación más de 40 horas de noticias locales por semana, lo cual es la mayor cantidad de horas de noticias en un canal de Nueva York.
El 9 de noviembre de 2008, WNYW comenzó a transmitir sus noticieros en alta definición, convirtiéndose en la quinta televisora neoyorquina en realizar aquello.

## Personalidades destacadas

### Actualidad
- Ernie Anastos - días de semana 5 y 10 p. m.
- Dari Alexander - días de semana 5 y 10 p. m.
- Reid Lamberty - Good Day Wakeup, First Edition
- Greg Kelly - Good Day New York y Fox 5 Live
- Harry Martin - días de semana 6 p. m.
- Heather Nauert - Good Day Wakeup, First Edition
- Christina Park - fines de semana 6 y 10 p. m.
- Rosanna Scotto - Good Day New York y Fox 5 Live

#### El tiempo
- Nick Gregory - meteorólogo jefe / días de semana
- Mike Woods - Good Day Wakeup y Good Day New York
- Craig Allen - meteorólogo los fines de semana
- Melissa Magee- Fox 5 Live

#### Deportes
- Duke Castiglione - días de semana / director de deportes
- Andy Adler - fines de semana / reportero
- Adam Zucker - reportero de deportes

#### Tráfico
- Carla Quinn - 5 p. m.
- Inés Rosales - Good Day New York

#### Reporteros especializados
- Dick Brennan (política)
- Julie Chang (entretenimiento)
- Arnold Diaz (asuntos de consumidores)
- Brett Larson (tecnología)
- Toni Senecal (entretenimiento)
- Kai Simonsen (helicóptero)
- Lisa Murphy (negocios)
- Sapna Parikh (salud)
- Anne Craig
- Nicole Johnson

#### Reporteros generales
- Andrea Day
- Lisa Evers
- Karen Hepp
- Charles Leaf
- Rob Malcolm
- Linda Schmidt
- Mike Sheean

#### Fotoperiodistas
- James Sabastian

### Pasado
| - Jodi Applegate - Tex Antoine - Vanessa Alfano - Sandy Becker - Bill Boggs - Lyn Brown - Lisa Cabrera - Jack Cafferty - Reischea Canidate - Ron Corning - Katherine Creag - Penny Crone - John Discepolo - Gordon Elliott - Frank Field - Rick Folbaum - James Ford - Sonny Fox - Chris Gailus | - Linda Gialanella - Stacy Ann Gooden - Dr. Max Gómez - Tom Gregory - Donna Hanover - Magee Hickey - Andre Hepkins - Tracy Humphrey - Don Imus - Mike Jerrick - Bill Jorgensen - Mark Joyella - Matt Lauer - Lee Leonard - Bill Mazer - Bob McAllister - Chuck McCann | - Tom McDonald - Curt Menefee - John Miller - Lucy Noland - Gabe Pressman - Maury Povich - Dave Price - Bobby Rivers - Roxie Roker - John Roland - Jim Ryan - Soupy Sales - Rolland Smith - Lou Steele - Teresa Strasser - David Susskind - Mike Wallace |

## Nombres del noticiero
- Late Night News (1944-1945)
- TV5 Late Report (1945-1962)
- TV5 24 Hours (1962-1967)
- The 10 O'Clock News (13 de marzo de 1967-2001)
- Channel 5 News (1980s)
- Fox Channel 5 News (1987-1996)
- Fox 5 News (1996-Actualidad)